# 이십연발제발총
이십연발제발총(일본어: 二十連発斉発銃 にじゅうれんぱつせいはつじゅう[*])은 에도 시대 일본에서 제작된 리볼데퀸과 유사한 화기이다.
에도 막부의 포술가 이노우에 마사츠구(井上正継)가 3대 정이대장군 도쿠가와 이에미츠의 명을 받아 고안한 것이다. 20개의 화승총 총신을 상하로 3개씩 좌우로 7줄씩 연결한 것으로, 전체 형상은 부채 또는 쓰레받기와 비슷하게 생겼다. "연발"이라고 이름붙여졌지만 현대의 연사(連射)와는 개념이 다르며, 동시에 묶인 총들이 모두 발사되는 제사총의 일종이다.
화승총은 유효 사정거리가 100미터를 전후할 정도로 좋지 않았기 때문에, 오뢰신기 같은 총신 회전식보다는 한번에 동시에 발사하여 화망을 형성하는 제사식 쪽이 더 효과가 있었다. 상대방이 일제히 쳐들어올 때면 연발식 자체가 사정거리의 문제를 대처할 수 있다는 보장이 없어 단발식보다 무조건 우수하다고 할 수 없었다. 또한 이런 무기류는 총신을 묶었기 때문에 중량 과다 문제가 발생한다. 연발을 위해 편리함과 운용성을 희생했다고 할 수 있으며, 즉 공세용 무기는 아니다.
야스쿠니 신사에 소장된 물건이 있다.